# 锡尔比奇
锡尔比奇（英語：Seal Beach）是美国加利福尼亚州橙县下属的一座城市。建市于1915年10月27日，面积大约为11.29平方英里（29.2平方公里）。根据2010年美国人口普查，该市有人口24,168人。